# سمفونیکا (آلبوم جرج مایکل)
 «سمفونیکا» یک آلبوم زنده و ششمین آلبوم از هنرمند اهل بریتانیا جرج مایکل است که در ۱۴ مارس ۲۰۱۴ منتشر شد.
این آلبوم در چارت‌های لهستان، بریتانیا، ایرلند در رتبه اول و در چارت‌های هلند، ایتالیا، والونیا، پرتغال، دانمارک، اسکاتلند، اتریش، فلاندرز، سوئیس، جزو ده آلبوم اول قرار گرفت.
آلبوم سمفونیکا دارای دو نسخه بین‌المللی و آمریکای شمالی بوده است، هر نسخه نیز دارای سه سی‌دی می‌باشد.